# 維珍尼亞號戰艦
維珍尼亞號戰艦（USS Virginia BB-13）是一艘隸屬於美國海軍的戰艦，為維珍尼亞級戰艦的首號艦。她是美軍第五艘以維珍尼亞州為名的軍艦。
維珍尼亞號在1902年於紐波特紐斯造船廠開始建造，並在1904年下水，最終在1906年服役。稍後維珍尼亞號參與美國大白艦隊（Great White Fleet）的環球航行。美國參與第一次世界大戰後，維珍尼亞號主要用作護航艦，並在停戰後接載美軍返國。1920年維珍尼亞號退役，並在1923年於威廉·米切爾的空中轟炸實驗中沉沒。